# Steatosoma nigriventris
Steatosoma nigriventris là một loài ruồi trong họ Tachinidae.